# Nowa Hrebla (obwód sumski)
Nowa Hrebla (ukr. Нова Гребля) – wieś na Ukrainie, w obwodzie sumskim, w rejonie romeńskim, w hromadzie Andrijasziwka. W 2001 liczyła 415 mieszkańców, spośród których 411 wskazało jako ojczysty język ukraiński, a 4 rosyjski.